# Herba de plata
L'herba de plata o herba gelada (Mesembryanthemum crystallinum) és una espècie de planta amb flors de la família de les aïzoàcies. És una planta suculenta prostrada originària d'Àfrica Oest d'Àsia i Europa. Les fulles són comestibles i també es cultiva com planta ornamental. Rep el nom d'herba de plata per estar coberta amb cèl·lules que reflecteixen la llum.
Normalment fa servir el metabolisme de les plantes tipus C3 (el més normal entre les plantes) però amb estrès produït per la salinitat del sòl fa servir el metabolisme àcid de les crassulàcies (CAM).